# Fairgrounds Speedway

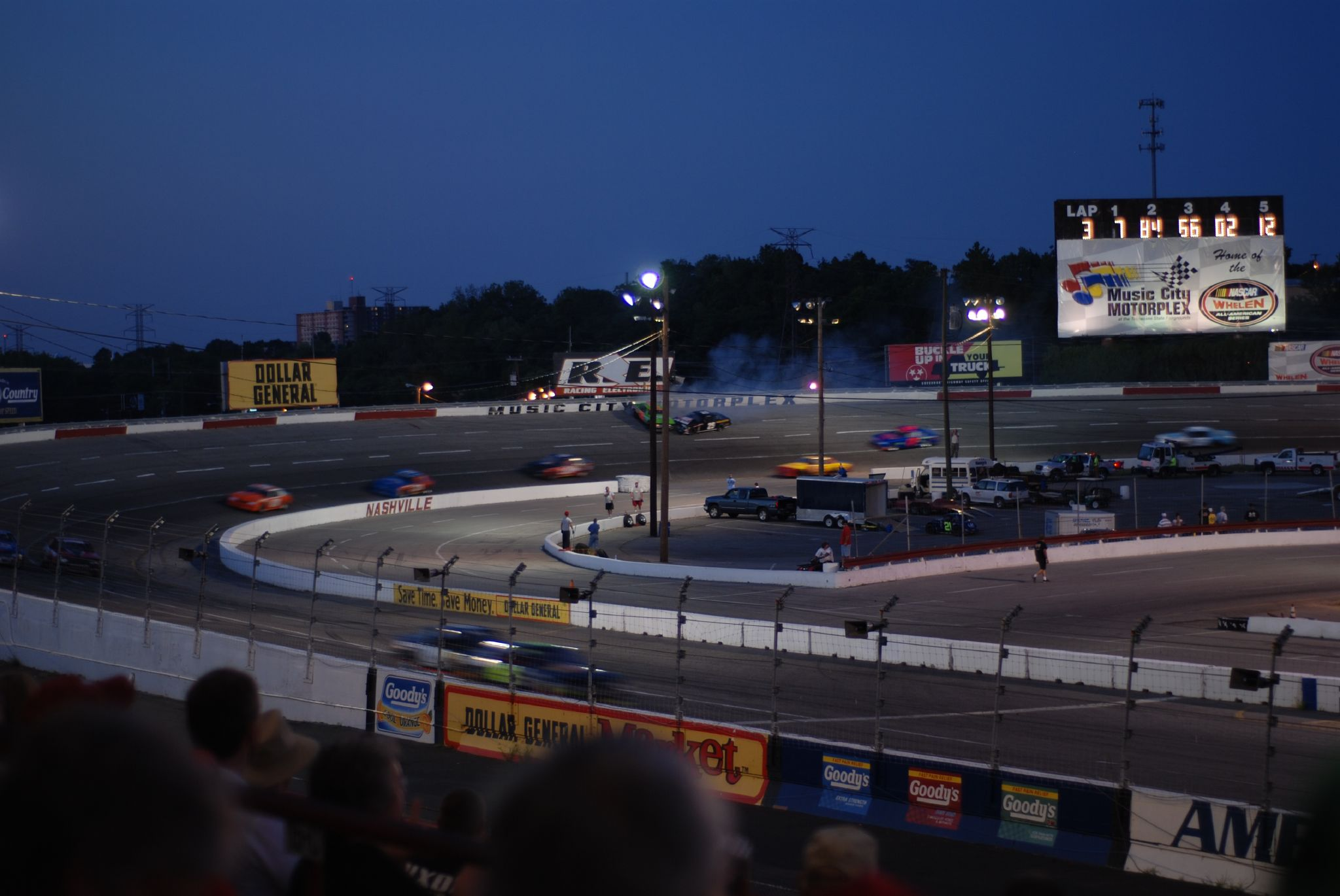
Het circuit in 2007.

De Fairgrounds Speedway is een racecircuit gelegen aan de Tennessee State Fairgrounds in de Amerikaanse stad Nashville. Het is een ovaal circuit dat in 1904 in gebruik werd genomen. Het circuit heeft een lengte van 0,596 mijl (0,959 km) en staat ook bekend onder de naam Nashville Speedway. Er werden races gehouden uit de NASCAR Winston Cup. Tussen 1958 en 1984 werd er de Pepsi 420 gehouden en tussen 1973 en 1984 de Coors 420. Darrell Waltrip en Richard Petty wonnen beiden acht keer op het circuit, Cale Yarborough zeven keer.
Later werden er races gehouden uit kleinere raceklassen. Momenteel dreigt het circuit gesloten te worden.
Het circuit mag niet verward worden met de Nashville Superspeedway, dat opende in 2001.